# Le Carabinier à cheval
Pour plus de détails, voir Fiche technique et Distribution.
Le Carabinier à cheval (Il carabiniere a cavallo) est un film italien réalisé par Carlo Lizzani et sorti en 1961.
Il est considéré comme une « œuvre insolite ».

## Synopsis
Un couple de femmes à Rome vole un cheval nommé Rutilio, qui appartient à un carabinier à cheval, membre de la police nationale italienne. L'officier doit parcourir toute la capitale, le jour même où il doit épouser sa fiancée Letizia.

## Fiche technique
- Titre français : Le Carabinier à cheval[2]
- Titre original : Il carabiniere a cavallo
- Réalisation : Carlo Lizzani
- Scénario : Ruggero Maccari, Antonio Pietrangeli, Ettore Scola
- Photographie : Gianni Di Venanzo
- Musique : Carlo Rustichelli
- Montage : Franco Fraticelli
- Durée : 95 minutes
- Dates de sortie : 
  - Italie : 29 juillet 1961
  - France : 12 juillet 1963[2]

## Distribution
- Nino Manfredi : Franco Bartolucci
- Annette Stroyberg : Letizia
- Peppino De Filippo : le brigadier Tarquinio
- Maurizio Arena : Renato Gorini
- Clelia Matania : la mère de Letizia
- Luciano Salce : le prêtre
- Eugenio Maggi : père de Letizia
- Anthea Nocera : Rita
- Franco Pesce (en) : Giacomo
- Aldo Giuffré
- Fanfulla
- Silvana Corsini